# Vampyrer suger
Vampyrer suger (engelska: Vampires Suck) är en amerikansk långfilm från 2010 i regi av Jason Friedberg och Aaron Seltzer, med Jenn Proske, Matt Lanter, Diedrich Bader och Chris Riggi i rollerna. Filmen, som är en så kallad vampyrfilm, är en parodi på Twilightfilmerna. Den hade premiär 18 augusti 2010. Den handlar om vampyrer och lite om varulvar.

## Rollista
| Jenn Proske           | – Becca Crane      |
| Matt Lanter           | – Edward Sullen    |
| Diedrich Bader        | – Frank Crane      |
| Chris Riggi           | – Jacob White      |
| Ken Jeong             | – Daro             |
| Anneliese van der Pol | – Jennifer         |
| David DeLuise         | – Fisherman Scully |
| Kelsey Ford           | – Iris             |
| Dave Foley            | – Principal Smith  |
| Jeff Witzke           | – Dr. Carlton      |
| Crista Flanagan       | – Eden             |
| Nick Eversman         | – Jeremiah         |
| Zane Holtz            | – Alex             |
| Stephanie Fischer     | – Rosalyn          |
| Michael Hanson        | – Rick             |